# Thorbeckelyceum (Arnhem)
Het Thorbeckelyceum (1959–2000), later Thorbecke Scholengemeenschap genoemd, was een scholengemeenschap in Arnhem, voortgekomen uit de gemeentelijke HBS. Het was gevestigd aan de Thorbeckestraat 17, in een door J. van Biesen ontworpen schoolgebouw.

## Geschiedenis

### Willemsplein

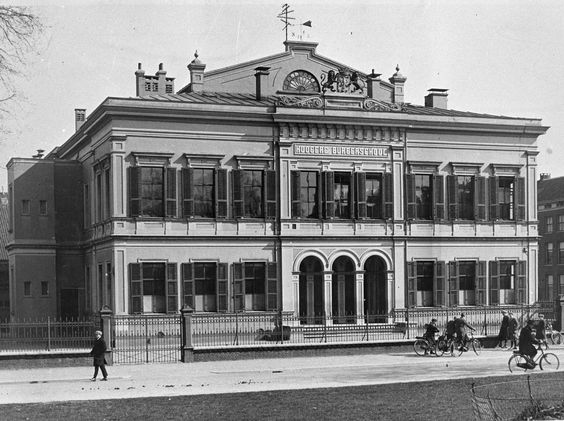
De HBS in 1910 aan de Willemsplein, Arnhem.

De oorsprong van het Thorbecke Lyceum lag in de Gemeentelijke Hogere Burgerschool (HBS) aan het Willemsplein, die in 1866 haar deuren opende. In 1952 kreeg deze HBS officieel de naam Thorbecke-HBS en in 1955 Thorbecke Lyceum. Het gebouw aan het Willemsplein werd in de loop van de jaren te klein voor het groeiende aantal leerlingen. Bovendien was het pand in slechte staat als gevolg van de oorlog.

### Thorbeckestraat

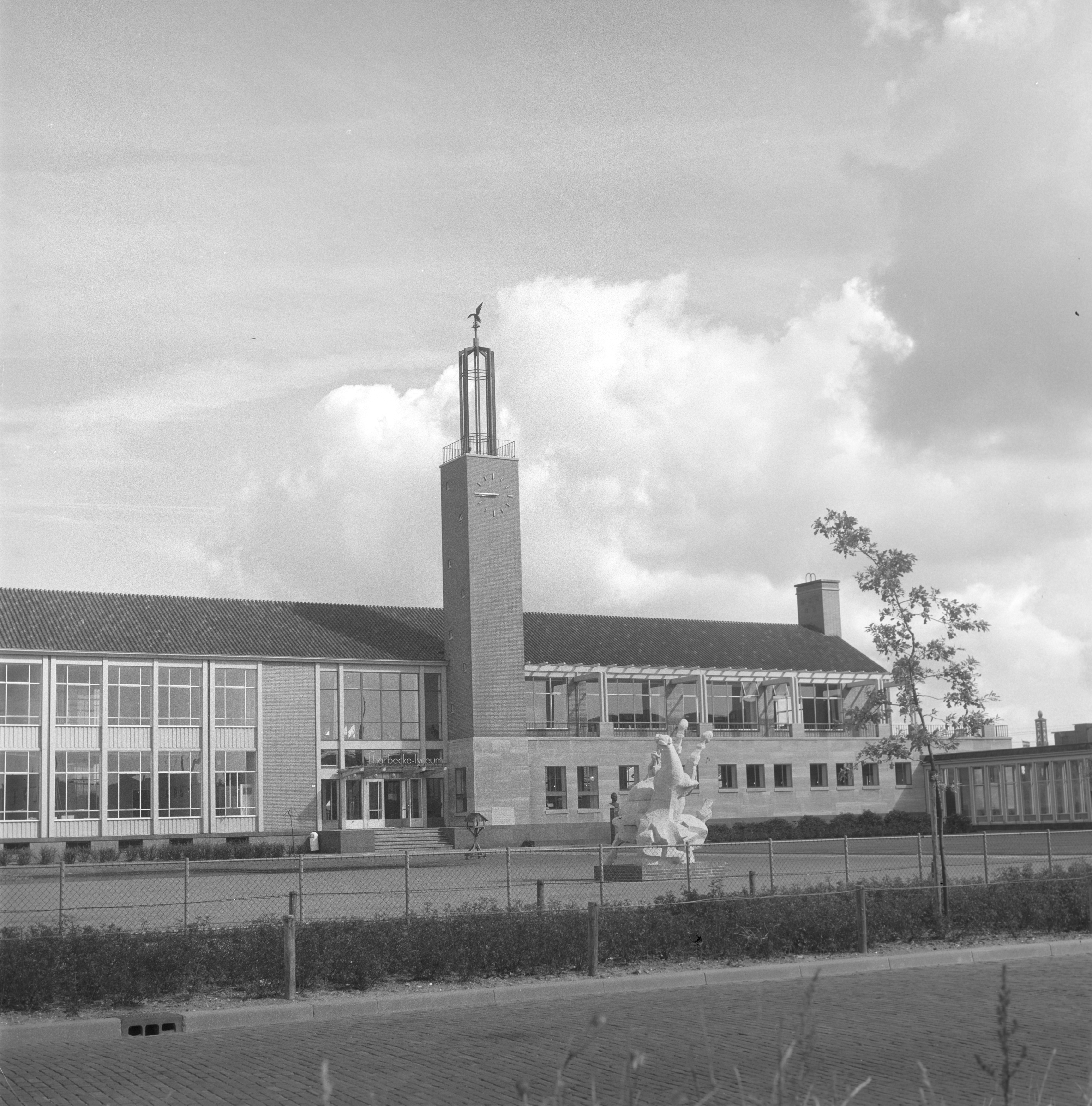
Het lyceum in 1975-80 aan Thorbeckestraat 17, Arnhem

Daarom werd naar ontwerp van Johannes van Biesen een nieuwe school aan Thorbeckestraat 17 gebouwd. Op 26 februari 1959 werd deze feestelijk geopend.
In de loop van de jaren vijftig kreeg de school naast HBS-A ook HBS-B en gymnasiumafdelingen, waarmee de naam Thorbecke Lyceum in gebruik raakte. De school groeide uit tot een grote scholengemeenschap in Arnhem.
Rond de 21e eeuwwisseling werd de school opgeheven.

## Bekende mensen

### Oud-leerlingen
- Johnny van Doorn[6]

### Oud-docenten
- Henk Boxtart, docent beeldende vorming[7][8][9][10]
- Rody Chamuleau, docent Nederlands
- J.A. Dautzenberg, docent Nederlands
- Hank Onrust, docent tekenen[11]